# اروین فرویندلیش

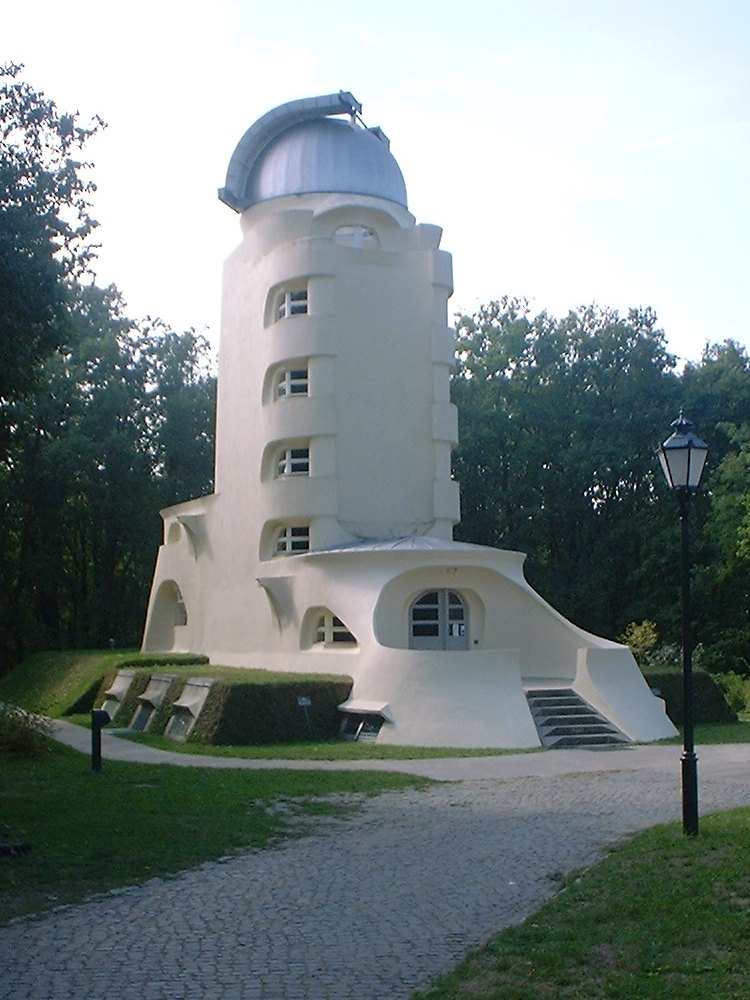
رصدخانه ی پوتسدام

اروین فروندلیش ( آلمانی: [ˈfʀɔɪntlɪç] ؛ 29 می 1885 - 24 ژوئیه 1964) اخترشناس آلمانی ، یکی از دانش آموزان فلیکس کلاین ، دستیار و همکار آلبرت اینشتین در معرفی تجربه ی کیهانی ِ نظریه نسبیت عام بر پایه ی ِ تئوری انتقال به سرخ گرانشی بود. 

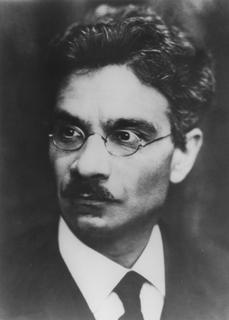
اروین فرویندلیش

## زندگی
اروین در بیبریش آلمان متولد شد. او فرزند فریدریش فیلیپ فرویندلیش ، و همسرش الیزابت فینلایسون بود. او یکی از هفت فرزند فردریش بود که علی‌رغم یهودی بودن پدرشان ، همگی پروتستان شده بودند. برادر بزرگترش هربرت فرویندلیش بود. اروین در سال 1903 تحصیلات را رها و 6 ماه در شچچین و در کشتی کار کرد. کارش الهام بخش وی برای تحصیل در رشته ی کشتی سازیِ دانشگاه پلی تکنیک شارلتونبرگِ برلین شد. اما در سال 1905 ، این رشته را هم رها کرده و به ریاضیات و نجوم متمایل گردید. وی تحت شاگردی فلیکس کلاین و کارل شوارتزشیلد این شاخه از علم را ادامه داد. 
در سال 1913 با کیت هیرشبرگ ازدواج کرد.  پس از ارائه ی پایان نامه خود تحت نظارت پائول کوبه در دانشگاه گوتینگن در سال 1910 و به دست آوردن مدرک دکترا ، در رصدخانه ی برلین به جایگاه دستیاری دست یافت و در همانجا با آلبرت اینشتین آشنا شده و همکار شد. 
وی در سال 1914 با تشویق آلبرت اینشتین و با حمایت جامعه ی علمی و اقتصادی آلمان برای بررسی نظریه ی نسبیت عام اینشتین در خلال یک خورشید گرفتگی ، عازم کریمه در روسیه شد. این سفر به ناگهان با شروع جنگ جهانی اول توام شده و دستگیریِ او در روسیه را در پی داشت. در نهایت با تلاش های ماکس پلانک و اینشتین و در طی تبادل اسرای جنگی ، وی بدون موفقیت در ماموریتِ علمیِ خود ، آزاد شد و به آلمان باز گشت. پس از جنگ اول او در ساخت رصدخانه ی اینشتین در پوتسدام مشارکت داشت و به مدیریت موسسه ی اینشتین منصوب شد. 
وی به خاطر نسبیت یهودی ای که داشت ، با شروع جنگ دوم هم مجبور به ترک آلمان شده و عازم استانبول شد. وی تا پایان جنگ در دانشگاه استانبول به تدریس پرداخته و یه همراه دیگر محققان و اساتید آلمانی حاضر در ترکیه ، و با حمایت های آتاتورک ، سطحی علمی دانشگاه را ارتقا دادند. در 1937 استانبول را ترک کرد ولی علی‌رغم پذیرش شدن در دانشگاه کارلووای پراگ برای سمت استادی ، به خاطر تصرف شدن پراگ توسط ارتش آلمان از رفتن بدانجا نیز باز ماند. 
اروین ، با توصیه ی آرتور استنلی ادینگتون به دانشگاه سنت اندروز در اسکاتلند رفت و از سال 1939 در شاخه ی نجوم به تدریس پرداخت. 
در سال 1959، به ویسبادن ، زادگاه خود، بازگشت و به عنوان استاد دانشگاه یوهانس گوتنبرگ بقیه ی عمر خود را در آنجا گذراند. فرویندلیش در همان ویسبادن و در تاریخ 24 ژوئیه 1964 درگذشت. 

## دستاوردها
فرویندلیش سرانجام انحراف اشعه های نور در نزدیکی خورشید را طی کسوف دیگری مورد بررسی قرار داده و بر تئوری نسبیت عام اینشتین صحه گذاشت. وی با مطالعات خود ، درستی چندی از تئوری های نیوتنی را مورد تردید قرار داد. او در رصدخانه های پوتسدام و استانبول آزمایشهای مربوط به نظریه ی انتقال به سرخ گرانشیِ اینشتین را هدایت نمود. وی در 1953 و به همراه مکس برن توضیح جایگزینی را بر اساس مدل نور خسته ، برای تئوری مذکور ارائه داد. 

## لینک ها و منابع خارجی
- کلاوس هانسچل : برج اینشتین یک ساختار دینامیک، نظریه نسبیت و نجوم  ، انتشارات دانشگاه استنفورد، استنفورد، 1997.
- دانشکده ریاضیات و آمار " Erwin Finlay Freundlich ". دانشگاه سنت اندروز ، اسکاتلند .
- Erwin Freundlich در پروژه تبارشناسی ریاضی